# Sallenelles
Sallenelles est une commune française, située dans le département du Calvados en région Normandie, à proximité de l'agglomération de Caen, situé sur l'estuaire de l'Orne. Elle a une superficie de 1,25 km2, et est peuplée de 290 habitants.

## Géographie

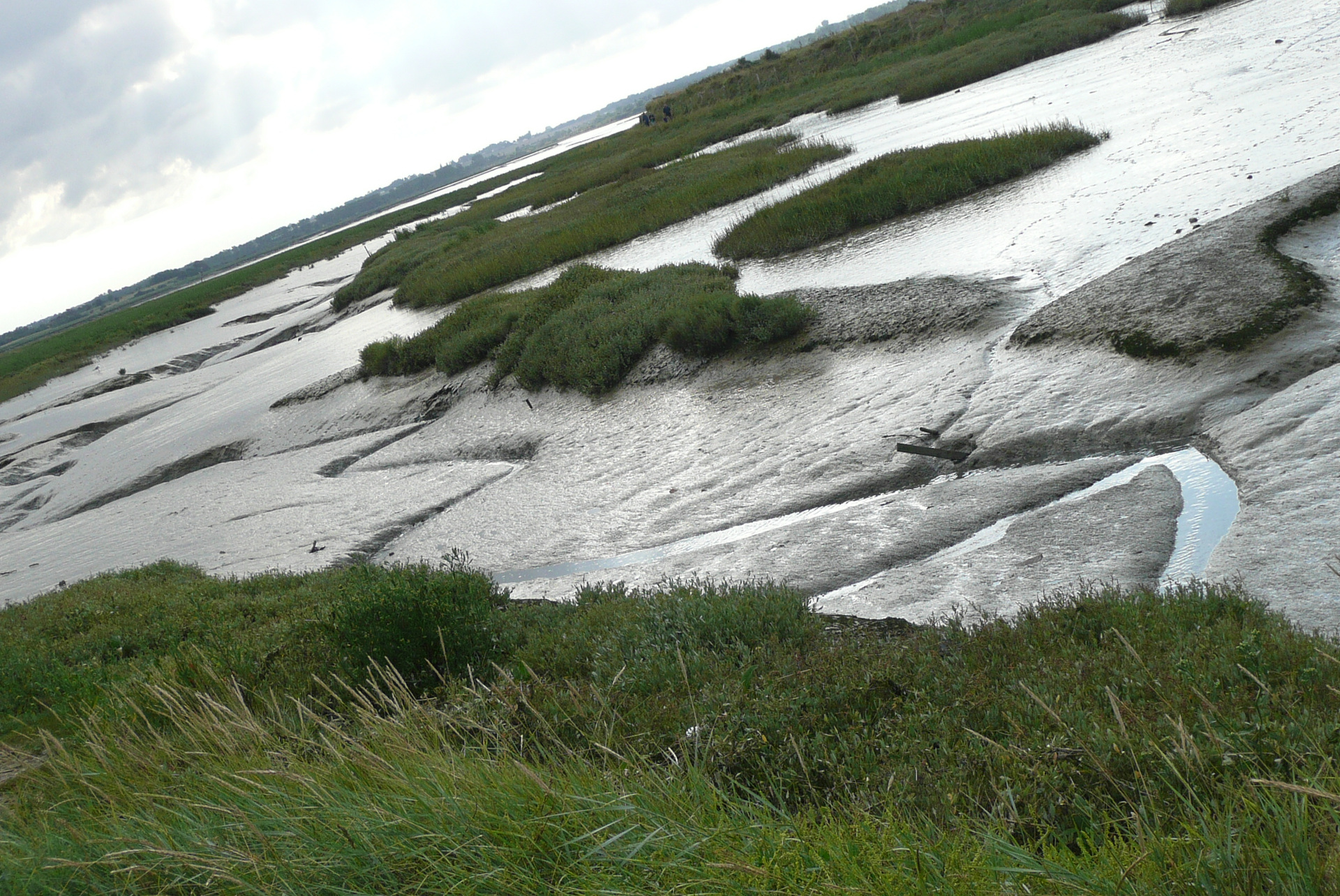
L'estuaire de l'Orne.

Sallenelles se situe à l'embouchure de l'Orne par 49° 15′ 50″ N, 0° 13′ 45″ O à 3 km de Franceville. La baie est une zone de marais très riche avec une flore et une avifaune diversifiées. La commune a dû par le passé s'adapter aux modifications de l'environnement (érosion du littoral, modification du tracé de l'Orne, percement du canal de Caen à la mer). La spécificité environnementale de la baie en fait un centre important d'observation, de sensibilisation et d'étude des milieux humides, présentant prés salés, plages, vasières, dunes à argousier. On y trouve de nombreuses espèces rares et protégées au niveau régional et national, telles que le tadorne de Belon, l'aigrette garzette, le gravelot à collier interrompu, la spatule blanche, ou le phoque.
La commune a une altitude moyenne de 20 m, avec une altitude minimale de 0 m, et maximale de 40 m. Le centre du bourg, autour de la mairie, présente une altitude de 5 m.
| Ouistreham | Ouistreham (estuaire de l'Orne) | Merville-Franceville-Plage             |
| Ouistreham | Sallenelles                     | Merville-Franceville-Plage             |
| Amfreville | Amfreville                      | Merville-Franceville-Plage, Amfreville |

Le 1er janvier 2017, la commune passe de l'arrondissement de Caen à celui de Lisieux.

### Hydrographie
La commune est située dans le bassin Seine-Normandie. Elle est drainée par le ruisseau Flet de Graye et le cours d'eau 01 des Terrains François,,.

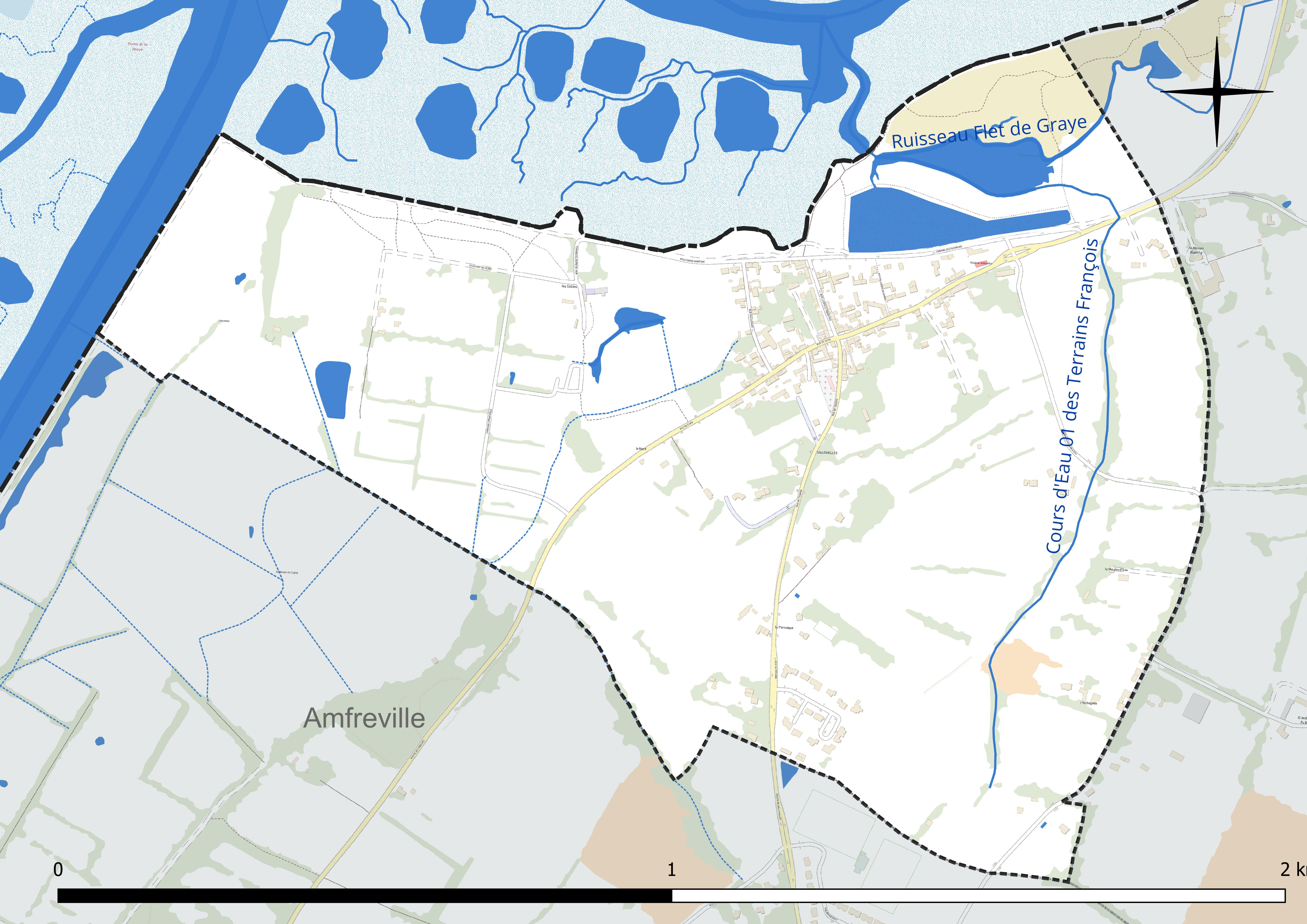
Réseau hydrographique de Sallenelles.

### Climat
Le climat qui caractérise la commune est qualifié, en 2010, de « climat océanique altéré », selon la typologie des climats de la France qui compte alors huit grands types de climats en métropole. En 2020, la commune ressort du même type de climat dans la classification établie par Météo-France, qui ne compte désormais, en première approche, que cinq grands types de climats en métropole. Il s'agit d'une zone de transition entre le climat océanique, le climat de montagne et le climat semi-continental. Les écarts de température entre hiver et été augmentent avec l'éloignement de la mer. La pluviométrie est plus faible qu'en bord de mer, sauf aux abords des reliefs.
Les paramètres climatiques qui ont permis d'établir la typologie de 2010 comportent six variables pour les températures et huit pour les précipitations, dont les valeurs correspondent à la normale 1971-2000. Les sept principales variables caractérisant la commune sont présentées dans l'encadré ci-après.
| Paramètres climatiques communaux sur la période 1971-2000 - Moyenne annuelle de température : 11 °C - Nombre de jours avec une température inférieure à −5 °C : 2,1 j - Nombre de jours avec une température supérieure à 30 °C : 0,6 j - Amplitude thermique annuelle : 11,7 °C - Cumuls annuels de précipitation : 680 mm - Nombre de jours de précipitation en janvier : 11,5 j - Nombre de jours de précipitation en juillet : 7 j |

Avec le changement climatique, ces variables ont évolué. Une étude réalisée en 2014 par la Direction générale de l'Énergie et du Climat complétée par des études régionales prévoit en effet que la  température moyenne devrait croître et la pluviométrie moyenne baisser, avec toutefois de fortes variations régionales. La station météorologique de Météo-France installée sur la commune et mise en service en 2004 permet de connaître l'évolution des indicateurs météorologiques. Le tableau détaillé pour la période 1981-2010 est présenté ci-après.
| Mois                                  | jan.          | fév.           | mars          | avril         | mai           | juin          | jui.         | août          | sep.         | oct.          | nov.          | déc.          | année      |
| ------------------------------------- | ------------- | -------------- | ------------- | ------------- | ------------- | ------------- | ------------ | ------------- | ------------ | ------------- | ------------- | ------------- | ---------- |
| Température minimale moyenne (°C)     | 2,6           | 2,3            | 4,1           | 5,1           | 8,5           | 11            | 12,9         | 13,1          | 10,9         | 8,6           | 5,3           | 3,1           | 7,3        |
| Température moyenne (°C)              | 5,5           | 5,7            | 7,9           | 9,4           | 12,7          | 15,4          | 17,5         | 17,7          | 15,6         | 12,6          | 8,6           | 5,9           | 11,2       |
| Température maximale moyenne (°C)     | 8,5           | 9,2            | 11,8          | 13,8          | 16,9          | 19,9          | 22,1         | 22,4          | 20,3         | 16,6          | 12            | 8,8           | 15,2       |
| Record de froid (°C) date du record   | −9,5 07.01.09 | −11,2 11.02.12 | −4,8 01.03.05 | −3,1 13.04.21 | −1 01.05.21   | 4,7 07.06.15  | 5,8 31.07.15 | 7,2 20.08.14  | 1,8 30.09.18 | −0,5 21.10.10 | −5,2 30.11.16 | −7,8 29.12.05 | −11,2 2012 |
| Record de chaleur (°C) date du record | 16 29.01.13   | 19,5 27.02.19  | 25,4 31.03.21 | 28,5 21.04.18 | 29,5 27.05.05 | 36,9 29.06.19 | 41 25.07.19  | 35,9 01.08.13 | 35 13.09.16  | 30,1 01.10.11 | 22,7 01.11.15 | 16,4 19.12.15 | 41 2019    |
| Précipitations (mm)                   | 64,3          | 50,4           | 53,3          | 50,1          | 59,3          | 55,3          | 51,9         | 47,2          | 60,2         | 75,8          | 73,4          | 74,6          | 715,8      |

## Urbanisme

### Typologie
Au 1er janvier 2024, Sallenelles est catégorisée commune rurale à habitat dispersé, selon la nouvelle grille communale de densité à 7 niveaux définie par l'Insee en 2022.
Elle est située hors unité urbaine. Par ailleurs la commune fait partie de l'aire d'attraction de Caen, dont elle est une commune de la couronne,. Cette aire, qui regroupe 296 communes, est catégorisée dans les aires de 200 000 à moins de 700 000 habitants,.
La commune, bordée par la baie de Seine, est également une commune littorale au sens de la loi du 3 janvier 1986, dite loi littoral. Des dispositions spécifiques d'urbanisme s'y appliquent dès lors afin de préserver les espaces naturels, les sites, les paysages et l'équilibre écologique du littoral, tel le principe d'inconstructibilité, en dehors des espaces urbanisés, sur la bande littorale des 100 mètres, ou plus si le plan local d'urbanisme le prévoit.

### Occupation des sols
L'occupation des sols de la commune, telle qu'elle ressort de la base de données européenne d'occupation biophysique des sols Corine Land Cover (CLC), est marquée par l'importance des territoires agricoles (55,2 % en 2018), en augmentation par rapport à 1990 (50,7 %). La répartition détaillée en 2018 est la suivante : 
prairies (43 %), zones humides côtières (18,9 %), eaux maritimes (13,2 %), zones urbanisées (12,6 %), terres arables (12,3 %). L'évolution de l'occupation des sols de la commune et de ses infrastructures peut être observée sur les différentes représentations cartographiques du territoire : la carte de Cassini (XVIIIe siècle), la carte d'état-major (1820-1866) et les cartes ou photos aériennes de l'IGN pour la période actuelle (1950 à aujourd'hui).

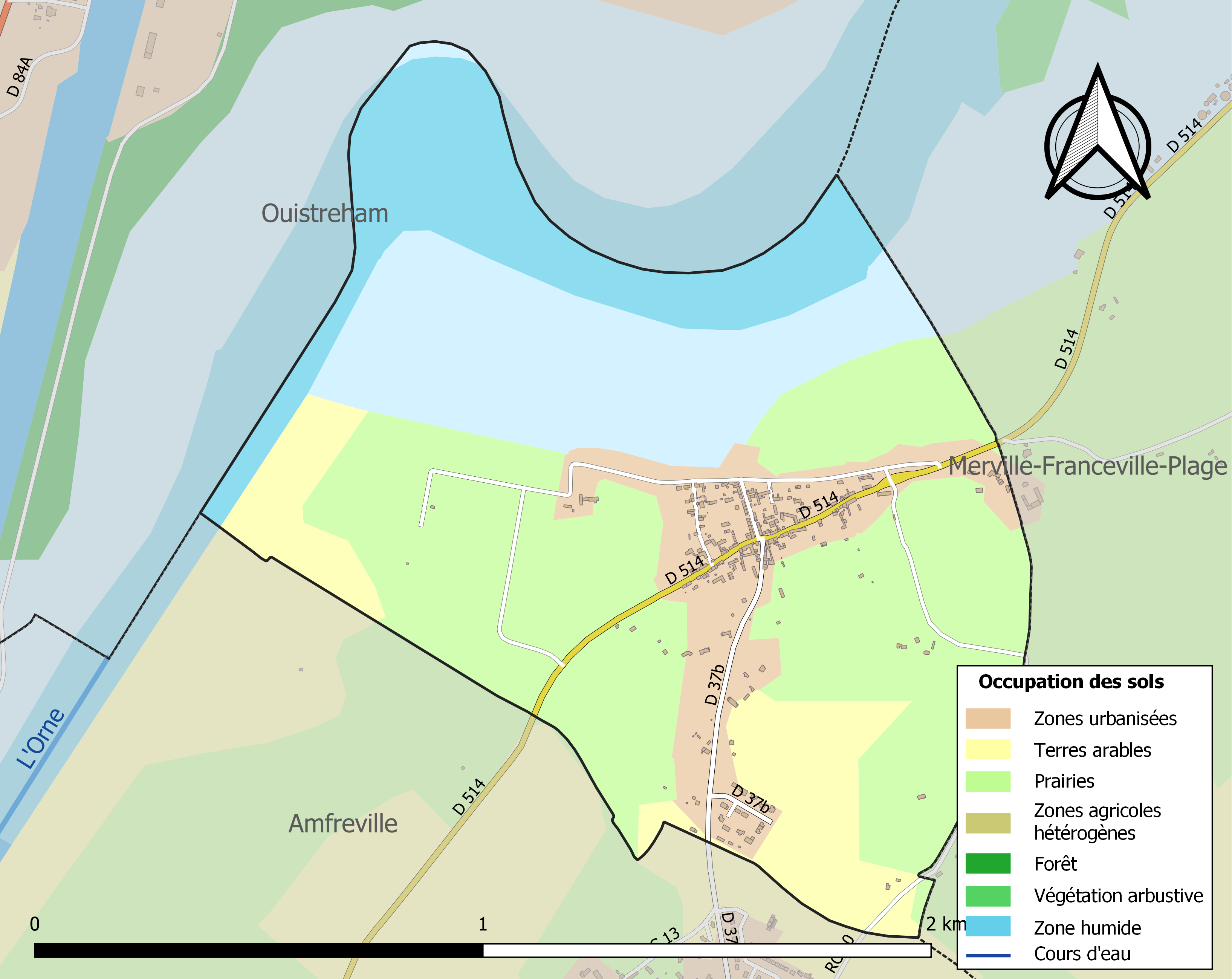
Carte des infrastructures et de l'occupation des sols de la commune en 2018 (CLC).

## Toponymie
Le nom de la localité est attesté sous les formes Salinella en 1169, Salinellae en 1198, Salnelles en 1460, Salenelle en 1723.
Peut-être adjectif féminin singulier de l'oïl saleine « (eau) salée ».
Au XIIe siècle, la plupart des salines étaient à Varaville et sur la rive gauche de l'estuaire de l'Orne, jusqu'aux confins de la baie, vers Sallenelles.
Le gentilé est Sallenellais.

## Histoire
La commune, son nom évoque la saunerie, activité qui pendant longtemps domina l'économie locale avec la construction navale. Une des plus anciennes mentions du sel local date de la fondation de l'abbaye Saint-Martin de Troarn par Roger II de Montgommery, et est un document cosigné par Guillaume le Conquérant et sa femme Mathilde de Flandre, confirmant les donations des salines à l'abbaye.
L'autre activité locale, la construction navale, connut son apogée au XVIIIe siècle. À la suite d'un édit royal du 21 septembre 1756, autorisant les commerçants caennais à commercer directement avec le nouveau monde. Le village est alors connu sur tout le littoral normand pour ses frégates (qui atteignent jusqu'à 48 m), ses bisquines, ses sloops, ses picoteux ou encore ses barques.
La pêche et la chasse remplacèrent peu à peu ces activités, et à partir des années 1950, les villageois récoltèrent les vers de vase, les pelouzes, utilisées dans la pêche amateur en bord de mer. De nos jours, hormis quelques exploitations agricoles, la commune vit principalement du tourisme (on peut y noter la Maison de la nature et de l'estuaire de l'Orne), ou alors ses habitants travaillent sur d'autres communes (la commune est proche de l'agglomération de Caen).
La baie et la commune furent également une zone stratégique où se déroulèrent des combats lors de la Bataille de Normandie en 1944. Une stèle y est érigée à la mémoire de la Brigade Piron, qui participa à la libération de la commune.

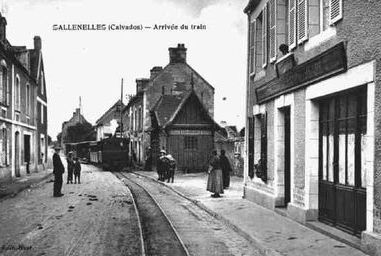
Arrivée d'un train des chemins de fer du Calvados reliant la gare de Caen-Saint-Pierre à Dives-sur-Mer.
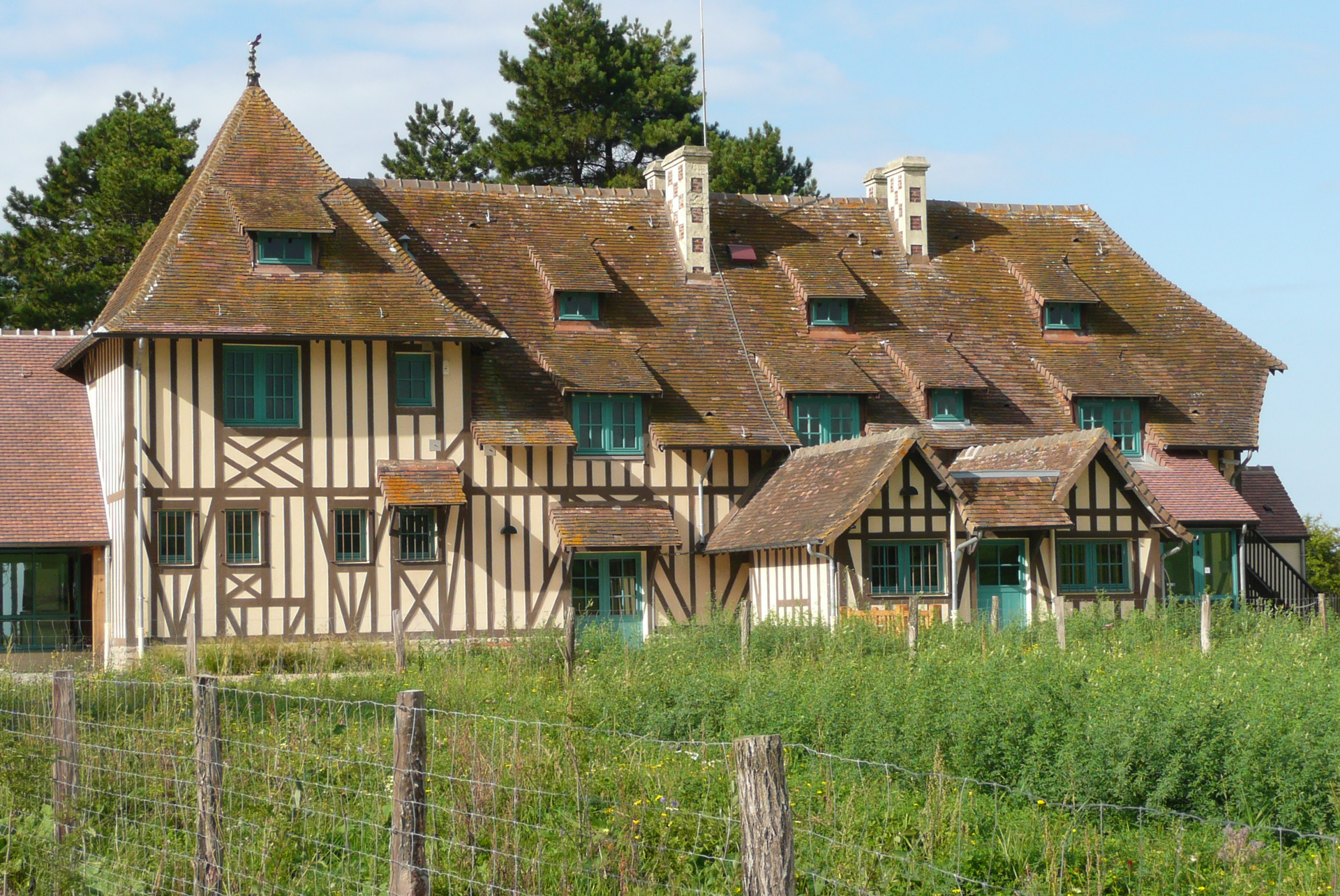
La maison de l'estuaire.

## Politique et administration

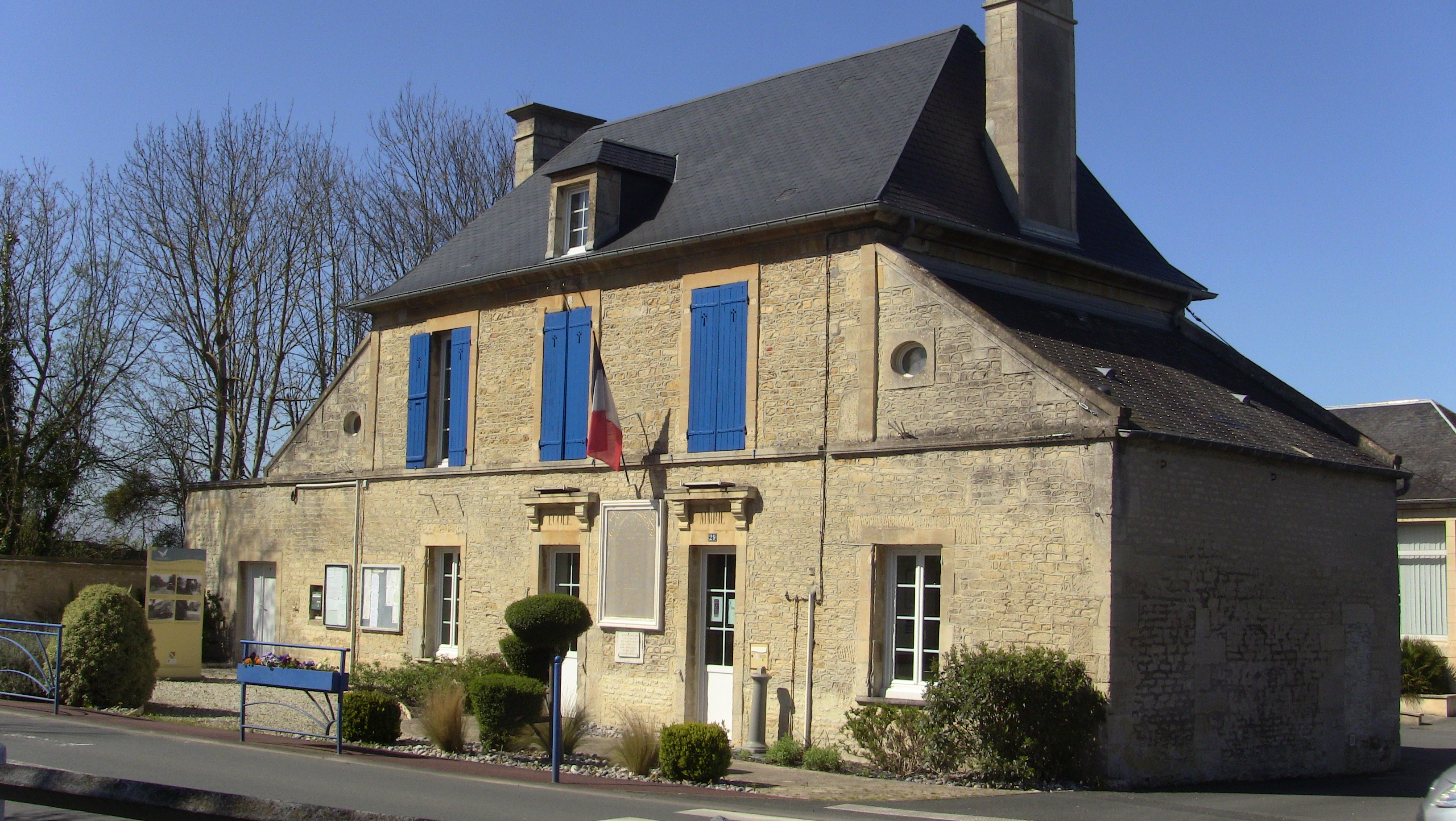
La mairie.

Le conseil municipal est composé du maire, trois adjoints et sept conseillers municipaux. En 2010, la commune employait également deux personnes.
| Période                                  | Période   | Identité           | Étiquette | Qualité            |
| ---------------------------------------- | --------- | ------------------ | --------- | ------------------ |
| ?                                        | 2001      | Alain Lavalley     |           |                    |
| mars 2001                                | mars 2008 | Frédéric Chazal    | UDF       | Agent d'assurances |
| mars 2008,                               | En cours  | Jean-Louis Greffin | -         | Retraité           |
| Les données manquantes sont à compléter. |           |                    |           |                    |

## Démographie
L'évolution du nombre d'habitants est connue à travers les recensements de la population effectués dans la commune depuis 1793. Pour les communes de moins de 10 000 habitants, une enquête de recensement portant sur toute la population est réalisée tous les cinq ans, les populations de référence des années intermédiaires étant quant à elles estimées par interpolation ou extrapolation. Pour la commune, le premier recensement exhaustif entrant dans le cadre du nouveau dispositif a été réalisé en 2007.
En 2022, la commune comptait 290 habitants, en évolution de −3,01 % par rapport à 2016 (Calvados : +1,58 %, France hors Mayotte : +2,11 %).
La population est appelée à augmenter légèrement dans les années qui viennent, avec l'autorisation de construire de nouveaux logements. En 2007, la majorité de la population (53,4 %) était des femmes, un quart (24,6 %) avait moins de 20 ans, et 17,7 % avait 60 ans ou plus ; 49,8 % de la population était mariée (contre 35,4 % de célibataires, et 7,4 % de veufs, et la même proportion de divorcés). Plus de trois quarts de la population (77 %) habitait déjà la commune cinq ans auparavant, et 96,9 % habitait alors la même région. 52,3 % de la population était active, contre 17 % de retraités, et 7,9 % d'élèves ou étudiants. Parmi les actifs, le taux de chômage se situait à 12,4 %.
| 1793 | 1800 | 1806 | 1821 | 1831 | 1836 | 1841 | 1846 | 1851 |
| ---- | ---- | ---- | ---- | ---- | ---- | ---- | ---- | ---- |
| 337  | 316  | 366  | 373  | 357  | 407  | 414  | 435  | 411  |

| 1856 | 1861 | 1866 | 1872 | 1876 | 1881 | 1886 | 1891 | 1896 |
| ---- | ---- | ---- | ---- | ---- | ---- | ---- | ---- | ---- |
| 417  | 350  | 359  | 351  | 306  | 288  | 285  | 287  | 283  |

| 1901 | 1906 | 1911 | 1921 | 1926 | 1931 | 1936 | 1946 | 1954 |
| ---- | ---- | ---- | ---- | ---- | ---- | ---- | ---- | ---- |
| 288  | 302  | 304  | 228  | 229  | 257  | 249  | 267  | 265  |

| 1962 | 1968 | 1975 | 1982 | 1990 | 1999 | 2006 | 2007 | 2012 |
| ---- | ---- | ---- | ---- | ---- | ---- | ---- | ---- | ---- |
| 257  | 306  | 314  | 290  | 240  | 293  | 279  | 277  | 309  |

| 2017 | 2022 | - | - | - | - | - | - | - |
| ---- | ---- | - | - | - | - | - | - | - |
| 294  | 290  | - | - | - | - | - | - | - |

## Culture locale et patrimoine

### Lieux et monuments

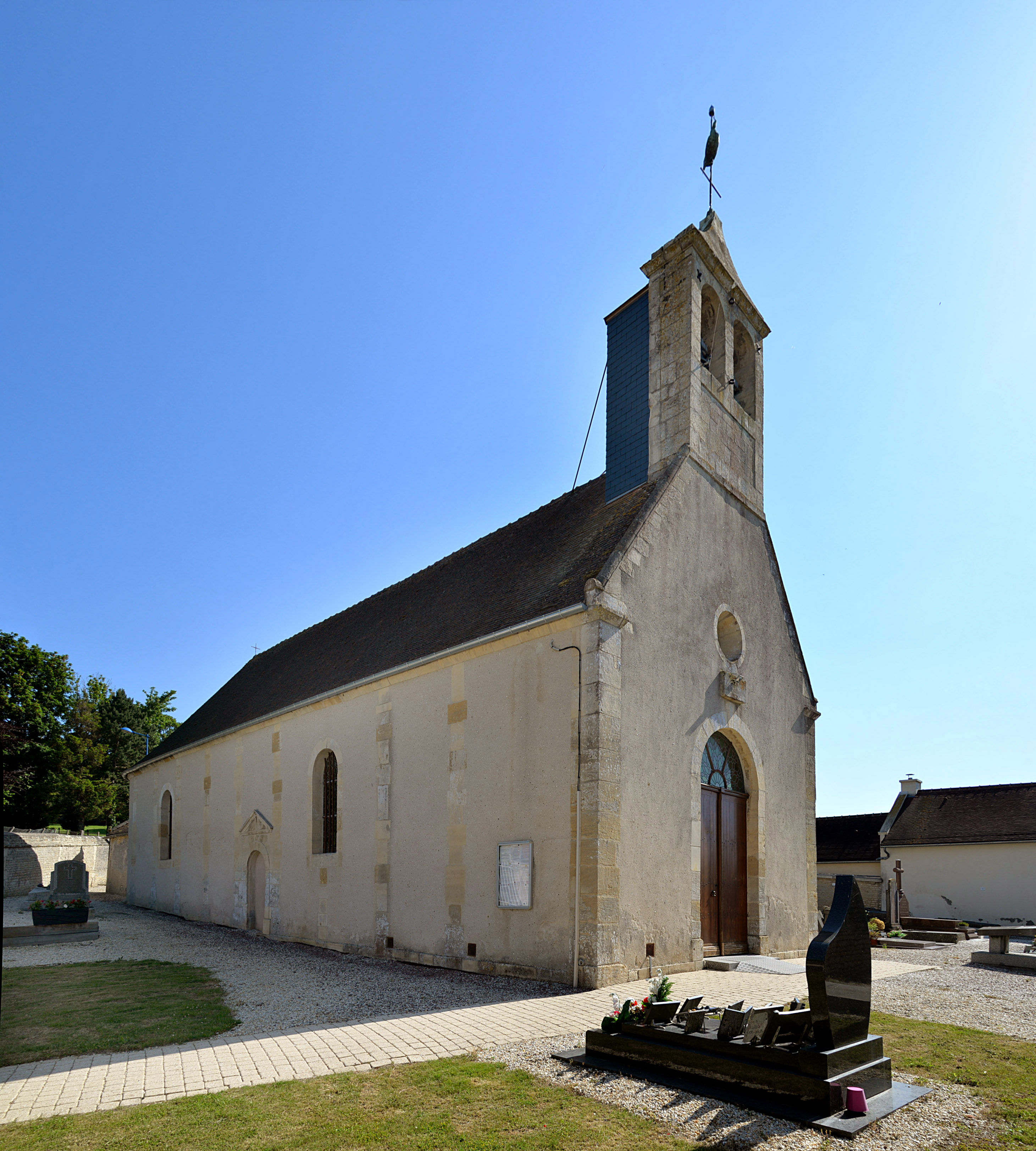
L'église de l'Assomption de Notre-Dame ou Saint-Germain.

- Église Saint-Germain (moderne). Le curé percevait les dîmes. L'église fut donnée au collège de maître Gervais ; l'évêque Nicolas du Bosq, mort le 19 septembre 1408 avait signé l'acte de donation. Lors de la rédaction du livre Pelut — pouillé du diocèse de Bayeux — (vers 1356), le patronage de l'église appartenait au duc de Normandie[36].
- Ancienne chapelle dédiée à saint Ouen, dont l'abbaye de Saint-Étienne avait le patronage[37].
- Maison de la nature et de l'estuaire de l'Orne, gérée par le Centre permanent d'initiatives pour l'environnement (CPIE) de la vallée de l'Orne.

### Personnalités liées à la commune
- Michel Carré, auteur dramatique et pionnier du cinéma, s'installa dans la commune dans les années 1900[22].
- Claude Hettier de Boislambert, résistant français, Compagnon de la Libération, chancelier de cet ordre de 1962 à 1978, dont la famille s'est installé à Sallenelles en 1925[22]. Il est enterré au cimetière.
- Pierre Marie, neurologue français[22].
- Louis Marie Jules Delapchier, sculpteur actif au début du XXe siècle, également connu comme ornithologue amateur et peintre des oiseaux avait une propriété à Sallenelles.

### Liens avec d'autres communes
La ville fait partie de la communauté de communes Normandie-Cabourg-Pays d'Auge, et est jumelée avec la commune de Brunehaut en Belgique.

### Héraldique
| Blason de Sallenelles | Blason  | Taillé : au 1er de gueules à deux léopards d'or, armés et lampassés d'azur, l'un au-dessus de l'autre, au 2e d'azur à un navire viking d'argent habillé d'une voile carrée du même et chargée d'une croix pattée de gueules, voguant sur une mer de sinople, à la barre rétrécie d'or chargée de trois canards sauvages de sinople volant vers le chef dans le sens de la barre, brochant sur la partition. |
| Blason de Sallenelles | Détails | Les deux léopards d'or sur champ de gueules rappellent les armes de la Normandie. Adopté le 9 mars 2021. |